# P-04B
docomo PRIME series P-04B（ドコモ プライム シリーズ ピー ゼロ よん ビー）は、パナソニック モバイルコミュニケーションズによって開発された、NTTドコモの第三世代携帯電話（FOMA）端末であるdocomo PRIME seriesの一つである。

## 概要
2009年冬モデルのP-01Bの後継機で、VIERAケータイとしては縦横Wオープン方式の折りたたみ型では最後の機種である。
カメラ機能の高機能化と、比較的カラーバリエーションの少ないPRIMEシリーズでは最多となる5色のカラーバリエーションをラインナップしているのが特徴で、P-01Bに搭載されていた大型サブディスプレイやテンキー部分のタッチパッド機能、加速度センサー等を省略し、コストダウンを図ったことでPRIMEシリーズの中でも低価格を実現した。
デザインのアプローチがP-01Bとは異なり、背面は、ディスプレイが無くなったことで、シンプルで継ぎ目のないフラットなデザインとなった。また中央部にはLEDのドットイルミネーションが埋め込まれており、50種類のアニメで着信を知らせたり、クローズ時には10種類のアニメや時刻表示、iコンシェルと連動して天気予報を教えてくれる。また外側は光沢仕上げとなっており、鮮やかな印象を与える一方で、キー面やディスプレイ面（内側）は、ブラックはシルバー系、その他の4色はブラック系のマット仕上げというツートンカラーの配色により、外観は従来よりもスポーティーな雰囲気となった。
カメラ機能が強化され、1320万画素のCMOSセンサーの搭載により、有効画素数が従来の810万から大幅に上回った。また広角27mm相当のレンズを採用し、従来よりも広い広角で料理や集合写真が撮影しやすくなった。わずか約0.8秒で起動する高速起動や約0.2秒の高速オートフォーカス、シーン自動判別機能「おまかせiA」は従来の6種類に加え、食べ物・文字・ビーチ・雪・夕焼けの5種類のシーン判別が追加された。また撮影後の写真に対する暗部補正やUniPhierによる超解像技術により、画質の劣化を防ぎながら画像サイズを拡大することができる。例えば昔の携帯から引き継いだQVGAサイズなどの小さな画像を待受画面（480×854）にしたり、VGA以上の画像を写真プリントにも使える2Mクラスに引き延ばしたりできる。なおサブディスプレイはドット表示のため、撮影スタイルは、縦に開くケータイスタイルまたは横に開く横オープンスタイルでの撮影となる。

## 機能
| 主な対応サービス                   | 主な対応サービス                                                    | 主な対応サービス                       | 主な対応サービス                                     |
| ---------------------------------- | ------------------------------------------------------------------- | -------------------------------------- | ---------------------------------------------------- |
| タッチパネル                       | FOMAハイスピード7.2Mbps(受信)／2.0Mbps(送信)                        | Bluetooth                              | DCMX／おサイフケータイ                               |
| iアプリオンライン／地図アプリ      | 直感ゲーム（※1）／メガiアプリ                                       | iウィジェット                          | マチキャラ／iコンシェル                              |
| ホームU／ポケットU                 | GPS／ケータイお探し                                                 | デコメール／デコメ絵文字／デコメアニメ | iチャネル                                            |
| 着もじ                             | テレビ電話（※2）／キャラ電                                          | ケータイデータお預かりサービス         | フルブラウザ                                         |
| おまかせロック／バイオ認証         | 外部メモリーへiモードコンテンツ移行／ユーザーデータ一括バックアップ | トルカ                                 | iC通信／iCお引越しサービス                           |
| きせかえツール／ダイレクトメニュー | バーコードリーダ／名刺リーダ                                        | 2in1                                   | エリアメール／ソフトウェアーアップデート自動更新     |
| GSM／3Gローミング（WORLD WING）    | 着うたフル／うた・ホーダイ                                          | Music&Videoチャネル／ビデオクリップ    | デジタルオーディオプレーヤー(WMA)(AAC)(SDオーディオ) |

※1 「しゃべる」に対応。
※2 インカメラがないため、相手の顔を見ながら、自画像を送信することはできない（メインカメラを利用して自画像を送信することは可能）。

## プリインストールiアプリ
以下のiアプリが購入時に端末にプリインストールされている。
| アプリ名                                     | 概要 |
| -------------------------------------------- | --- |
| ケータイTOOL＜辞書＞                         | 「学研 辞スパ英和・和英辞書」、「学研 国語辞書」を搭載した総合辞書。相互の辞書を利用したクロス検索も可能                                                                                              |
| モバイルGoogleマップ                         | Googleマップのアプリ。GPSを使った道案内、経路検索、衛星写真、ストリートビューなどを利用できる |
| リバーシ                                     | ゲームアプリ |
| ガンダムオンラインアドバンス（体験版）       | 「機動戦士ガンダム」の世界を舞台に一年戦争を戦い抜くゲームアプリ |
| みんなのGOLF モバイル3                       | 「ひとりでGOLF」の1ホールと「みんなでGOLF」（オンライン対戦）の3ホールをプレイ可能 |
| ハイパー四川省                               | ランダムに配置された麻雀牌の中から、同じ種類の牌を2個1組にして消していくパズルゲーム |
| リアルサッカー：タッチ対戦（体験版）         | 世界中の代表チームやクラブチームが登場するサッカーゲーム |
| 桃太郎電鉄WORLD遠距離対戦版2年決戦（体験版） | 世界一の大社長を目指し、全国各地の物件を買いまわるボードゲーム |
| 対戦パックマン（体験版）                     | ゲームアプリ |
| 逆転裁判4 プリインストール版                 | 証言に隠された嘘を見抜き、逆転無罪を勝ち取る法廷を舞台にしたアドベンチャーゲーム |
| ブックビューア コミック体験!                 | セルシス、ボイジャーが提供するケータイコミックを体験できるアプリ |
| コミック／小説ビューア                       | 話題のコミックや小説を立ち読みできるアプリ |
| DCMXクレジットアプリ                         | NTTドコモが提供するおさいふケータイクレジットDCMXの設定アプリ |
| パワプロMEGA-X LITE                          | 簡単操作で「パワフルプロ野球」を体験できるゲームアプリ |
| ぷよぷよフィーバーDX（BTver.）               | 「ぷよぷよフィーバーDX」にBluetooth通信対戦モード「ふたりでぷよぷよ」を追加したバージョン |
| 対戦☆ボンバーマンwide                        | アクションゲーム |
| ドコモWebメール                              | パソコンからも、FOMA端末からも利用できるメールサービス「ドコモWebメール」のアプリ |
| Gガイド番組表リモコン                        | テレビ番組表とAVリモコン機能が1つになったアプリ |
| いっしょにデコ                               | お互いのFOMA端末をかざすだけで一緒に撮影した静止画にスタンプやデコレーションができるiアプリタッチ対応アプリ                                                                                           |
| iアバターメーカー                            | iアバターを作成するアプリ |
| マクドナルド トクするアプリ                  | 日本マクドナルドのかざすクーポンなどを利用するためのアプリ |
| ROIDウィジェット2                            | モバイルサイト「ROID」の更新情報などを通知してくれるウィジェット |
| 株価アプリ                                   | iウィジェットにて指定銘柄の株価情報を表示して見ることがするアプリ |
| i Bodymo アプリ                              | 「歩く」「食べる」など普段やっていることを楽しみながら続けられる健康サポートサービス「i Bodymo（iボディモ）」のアプリ                                                                                 |
| かざす請求書                                 | 毎月のドコモの利用料金の情報をおサイフケータイに取得し、請求書が無くてもコンビニエンスストアで決済できるアプリ。（本サービスはセブン-イレブンのみ対応。そのため、電子マネー「nanaco」での支払も可能） |
| ドコモ料金案内                               | 通信料やパケット通信料など簡易的な利用履歴が一覧やグラフで確認できるアプリ。 |

## CMキャラクター
- 水嶋ヒロ

## 歴史
- 2010年5月18日 - F-06B・F-07B・F-08B・L-04B・N-04B・N-05B・N-06B・N-07B・N-08B・P-04B・P-05B・P-06B・P-07B・SH-02B marimekko・SH-07B・SH-08B・SH-09B・LYNX SH-10B・dynapocket T-01B・BlackBerry Bold 9700の開発及び一部機種の発売を発表。
- 2010年5月26日 - 発売開始。

## 不具合
2010年7月20日に以下の不具合の修正がソフトウェアの更新でなされた。
- メール作成中のデコメ絵文字選択画面で、画面上部がチラつく場合がある

2011年8月10日に以下の不具合の修正がソフトウェアの更新でなされた。
- 一部サイトにおいて、ファイルアップロードが正常に行われない場合がある。

2014年2月18日に以下の不具合の修正がソフトウェアの更新でなされた。
- iモードブラウザの画像表示設定を「表示しない」に設定しているにもかかわらず、ブラウザ閲覧時にまれに画像が表示される場合がある。